# Carlos Prieto (violoncelista)
Carlos Prieto é um violoncelista e escritor mexicano. Se trata de um dos violoncelistas mais respeitados, que interpreta com frequência as obras compostas para ele por compostires latino-americanos, estadunidenses e europeus. Prieto toca um violoncelo Stradivarius, chamado El Piatti por Carlo Alfredo Piatti, e que o próprio intérprete apelida carinhosamente de "Chelo Prieto". É produtor de música contemporânea realizada com instrumentos tradicionais de compositores latino-americanos.

## Os primeiros anos
Prieto começou a tocar o violoncelo aos quatro anos, estudando com o violoncelista húngaro Imre Hartman, e posteriormente com Pierre Fournier em Gênova e Leonard Rose em Nova York. Depois estudou Engenharia e Economia no Instituto Tecnológico de Massachusetts, uma universidade provada em Cambridge, Massachussets.

## Discografia
- The Sonatas by Dmitri Shostakovich
- De Bach a Piazzolla
- Tres conciertos para violonchelo y orquesta
- Del barroco y del romanticismo al siglo XXI
- Sonatas y danzas de México
- Conciertos para el fin del milenio
- A Prieto
- Espejos (Mirrors)
- Ibarra - Zyman: Concerto for Cello and Orchestra
- Cello Music from Latin America Vol. I
- Cello Music from Latin America Vol. II
- Cello Music from Latin America Vol. III
- Carlos Prieto, Cello
- J. S. Bach: The Suites for Cello. Suites No. 1, 2 and 3
- J. S. Bach: The Suites for Cello. Suites No. 4, 5 and 6
- Le Grand Tango
- Sonatas & fantasías
- Azul y verde
- Conciertos y chôro

## Livros publicados

### Em espanhol
- Cartas rusas (1965)
- Alrededor del Mundo con el Violonchelo  - Alianza Editorial México. (1987, 1988)
- De la URSS a Rusia, tres décadas de experiencias y observaciones de un testigo  - Prólogo Isabel Turrent. Fondo de Cultura Económica (1993, 2013)
- Las aventuras de un violonchelo, historias y memorias  - Prólogo Álvaro Mutis. Fondo de Cultura Económica. (1998, 2013)
- Senderos e imágenes de la Música - Fotografías con Miguel Morales (1999)
- Cinco mil años de palabras - Prólogo Carlos Fuentes. Fondo de Cultura Económica. (2005)
- Por la milenaria China. Historias, vivencias y comentarios - Prólogo Yo-Yo Ma. Fondo de Cultura Económica. (2009)
- Dmitri Shostakovich, Genio y drama - Prólogo de Jorge Volpi. Fondo de Cultura Económica. (2013)
- Apuntes sobre la historia de la música en México. Seminario de Cultura Mexicana (2013)

### Em inglês
- The Adventures of a Cello - Prologue Yo-Yo Ma. Texas University Press (2006)
- The Adventures of a Cello, Revised edition." Prologue Yo-Yo Ma. Texas University Press (2011)

### Em português
- As aventuras de um violoncelo. Historias e memórias - Top Books y Univer Cidade. Rio de Janeiro. Brasil.

### Em ruso
- Prikliucheniya Violonceli. - Editorial Orenburgskaya Kniga. Perm. Rusia. (200

## Prémios
- 1995: Medalha Mozart do embaixador da Áustria no México.
- 1999: Achievement Award (prémio à realização) do Instituto de Cultura Mexicana de Nova York.
- 1999: Prémio Ordem das Artes e Letras (do governo francês), no grau de oficial.
- 2001: Prémio Eva Janzer, intitulado "Chevalier du Violoncelle" (cavalheiro do violoncelo), da Universidade de Indiana.
- 2002: Prémio Cultural Leadership Citation (citação de liderança cultural) da escola de música da Universidade Yale.